# Julien Thomast
 (novembre 2021).
 (mars 2011).
Julien Thomast est un acteur et directeur artistique de doublage français.
Il prête notamment sa voix à Richard Belzer dans New York, unité spéciale et à John M. Jackson dans JAG.

## Biographie
Il a suivi les cours de Tania Balachova et Bernadette Lange[réf. nécessaire].

## Filmographie

### Cinéma
- 1974 : L'Ombre d'une chance : Patrick
- 1977 : Comme sur des roulettes : le journaliste
- 1977 : L'Imprécateur
- 1982 : Doux moments du passé
- 1983 : Le Battant
- 1987 : Voulez-vous mourir avec moi ?
- 1990 : Adrénaline
- 2005 : Vive la vie : le juge

### Télévision

#### Téléfilms
- 1972 : Figaro-ci, Figaro-là
- 1973 : Le Masque aux yeux d'or
- 1974 : Taxi de nuit : François Clisiaire
- 1975 : La Dame de l'aube : un garçon
- 1977 : La Grimpe : Julien
- 1977 : Attention chien méchant : Pierre
- 1978 : Douze heures pour mourir : Jean-Jacques Dorval
- 1979 : Le Loup-cervier : Bouvier-Chase
- 1979 : La Belle Époque de Gaston Couté
- 1979 : L'Homme-sandwich
- 1980 : Le Mandarin
- 1980 : La Plume : le curé
- 1982 : Des yeux pour pleurer
- 1983 : Pauvre Eros
- 1984 : L'Île de la jeune fille bleue
- 1985 : La politique est un métier
- 1987 : Je tue à la campagne : le docteur
- 1996 : Les Enfants du mensonge : Albert Leblanc
- 1999 : Les Montagnes bleues : le directeur du laboratoire
- 2000 : Passage interdit : le notaire
- 2009 : L'Affaire Salengro : le médecin à l'hôpital

#### Séries télévisées
- 1972 : La Malle de Hambourg : Germain Lassenave
- 1974 : Les Dossiers du professeur Morgan, épisode « Les Boutons du colonel » :
- 1975 : Le Passe-montagne : Louis
- 1976 : Les Cinq Dernières Minutes, épisode Les Petits d'une autre planète de Claude Loursais : Jean-Claude Pavot
- 1976 : Les Brigades du Tigre de Victor Vicas, épisode Le Cas Valentin : Artaud
- 1977 : Recherche dans l'intérêt des familles, épisode Le PDG : Paul Vernon
- 1977 : Le Confessional des pénitents noirs
- 1978 : Médecins de nuit de Philippe Lefebvre épisode : Christophe (série)
- 1978 : Le Temps d'une république, épisode De guerre lasse
- 1980 : Les Procès témoins de leur temps, épisode Deux morts à la Toussaint : l'aumônier de la prison
- 1980 : Les Incorrigibles : Soria
- 1983 : Los desastres de la guerra
- 1983 : Bel-Ami : comte de la Cour d'Yvelin
- 1984 : Les Amours des années 50, épisode Ton pays sera le mien
- 1984 : Les Cinq Dernières Minutes, épisode La Quadrature des cercles de Jean-Pierre Richard : le directeur de la banque
- 1985 : Châteauvallon
- 1988 : Les Enquêtes du commissaire Maigret, série télévisée, de Michel Subiela épisode Le Témoignage de l'enfant de chœur : Gérard de Mazières
- 1989 : Tribunal, épisode Transsexuel : Raymond Mille
- 1992 : Les Cinq Dernières Minutes, épisode Sous les feux de la rampe : Delattre
- 2000 : Les Cordier, juge et flic, épisode Crimes de cœur : le ministre de l'Intérieur
- 2004-2006 : Femmes de loi : le procureur général

## Radio
- 1977 - Le langage des amoureux, de Bernard Da Costa Les tréteaux de la nuit. France Inter, Réalisateur Georges Gravier, avec Yves Vincent, Jacqueline Gauthier Jacques Ferrière, Georges Lucas ,Yann Collette, Jean Amos, Julien Thomast Alain Pelier Gilles Guillot Dominique Paquet Maria May Marie-Anne Leverbe

## Doublage

### Cinéma

#### Films
- 1941[1] : Shanghaï : Boris (Ivan Lebedeff)
- 1972 : Le Professeur : Fabrizio Romani (Fabrizio Moroni)
- 1977 : The Disappearance : Edward (David Hemmings)
- 1979 : La Rage du vainqueur : lui-même (Jackie Chan)
- 1979 : Bienvenue, mister Chance : le policier devant la Maison blanche (Brian Corrigan)
- 1980 : Les Blues Brothers : « le Colonel » (Steve Cropper) et « Blue Lou » (Lou Marini)
- 1980 : Le Silence qui tue : Jack Towne (Steve Doubet)
- 1982 : À la limite du cauchemar : Tom Landers (Steve Eastin)
- 1984 : Indiana Jones et le Temple maudit : Art Weber (Dan Aykroyd)
- 1984 : Dune : Duncan Idaho (Richard Jordan)
- 1988 : Veuve mais pas trop : le prêtre (David Johansen)
- 1992 : Candyman : Trevor Lyle (Xander Berkeley)
- 1992 : Un faire-part à part : Unsworth (Dylan Baker)
- 1992 : Glengarry : John Williamson (Kevin Spacey)
- 1999 : Le Prix du mensonge : M. Tali (Stanley Kamel)
- 2000 : Manipulations : Jack Hathaway (William Petersen)
- 2007 : Meet Bill : le principal du lycée (Conor O'Farrell)
- 2008 : Loin de la terre brûlée : Lawrence (Gray Eubank)
- 2012 : Red Lights : Michael Sidgwick (Nathan Osgood[2])

#### Films d'animation
- 1973 : La Planète sauvage : un jeune Om

### Télévision

#### Téléfilms
- 1985 : Mariée pour le pire : Bill Garner (Cliff De Young)
- 1996 : Changement de décor : Dick Ebersol (Kevin Scannell)
- 1997 : Invasion : Ed Partridge (Dan Danielson) / Peter (Sam Smiley)
- 1997 : L'Ultime Rendez-vous : Cal Voss (Michael J. Hunter)
- 1997 : Au nom de toutes les femmes : Dr Cadets (Henry J. Jordan)
- 1998 : Dallas : La Guerre des Ewing : Peter Ellington (Philip Anglim)
- 1998 : Futuresport : Michael Hodgkins (Matthew Walker)
- 1999 : Comme une image pas très sage : Peter (Christopher Healey)
- 2000 : Meurtre à l'eau de rose : le médecin-légiste (Craig Gardner)
- 2002 : Cœurs coupables : Aaron Patmore (Christopher Bondy)
- 2003 : Le Dernier Jour de Pompéi : Gaius (Martin Hodgson)
- 2007 : La Voleuse de Noël : le proviseur Grimes (Reg Tupper)
- 2007 : Mansfield Park

#### Séries télévisées
- Lane Davies dans (6 séries) :
  - Santa Barbara (1984-1989) : Mason Capwel (901 épisodes)
  - Amour, Gloire et Beauté (1992) : Ridge Forrester #2 (17 épisodes)
  - Une nounou d'enfer (1994) : Nigel Waters (saison 1, épisode 17)
  - Voilà ! (1998) : Dr Hendrie (saison 3, épisode 4)
  - The Practice : Donnell et Associés (2000) : Kyle Barrett  (saison 5)
  - Hôpital central (2002-2003) : Dr Cameron Lewis

- John M. Jackson dans (6 séries) :
  - JAG (1996-2004) : l'amiral Albert Jethro « A.J. » Chegwidden (188 épisodes)
  - Ghost Whisperer (2005) : Miles Jensen (saison 1, épisode 9)
  - Bones (2005-2006) : le directeur-adjoint Sam Cullen (saison 1)
  - Grey's Anatomy (2008) : Kevin Covington (saison 4, épisode 14)
  - NCIS : Enquêtes spéciales (2013) : Albert Jethro « A.J. » Chegwidden (saison 10, épisode 24)
  - NCIS : Los Angeles (2017-2018) : Albert Jethro « A.J. » Chegwidden (6 épisodes)

- Stanley Kamel dans :
  - Melrose Place (1994) : Bruce Teller (13 épisodes)
  - Beverly Hills (1995) : Tony Marchette (saison 6)
  - Monk (2002-2008) : Dr Charles Kroger (43 épisodes)

- Robert Picardo dans :
  - 21 Jump Street (1987) : Ralph Buckley (saison 1, épisode 6)
  - Stargate SG-1 (2004-2007) : Richard Woolsey (7 épisodes)

- Richard Belzer dans :
  - New York, unité spéciale (1999-2016) : l'inspecteur John Munch (326 épisodes)
  - New York, cour de justice (2005) : l'inspecteur John Munch (épisode 8)

- 1977-2013[3] : Le Renard : Gerd Heymann (Michael Ande)
- 1978-1981 : La Petite Maison dans la prairie : Adam Kendall (Linwood Boomer)
- 1983-1986 : La Vengeance aux deux visages : Tom McCaster (Warren Blondell)
- 1985 : Superminds : Dick Stetmeyer (Max Wright)
- 1986 : Si c'était demain : l'inspecteur André Trignant (Liam Neeson)
- 1987 : 21 Jump Street : Me Jack Culliton (John Doolittle)
- 1988-1989 : Bonjour, miss Bliss : M. Richard Belding (Dennis Haskins)
- 1992-2004 : New York, police judiciaire : Juge Alan Berman (David Rosenbaum)
- 1993 : New York Police Blues : Jimmy Craig (John Ottavino)
- 1994 : Les Feux de l'amour : Dr Charles Elliott (Brad Blaisdell)
- 1994-1995 : Une maman formidable : Ryan Sparks (William Fichtner)
- 1994-2008 : En quête de preuves : Dr Duhler (Klaus Schindler)
- 1995 : Friends : M. Douglas (Dorien Wilson)
- 1995-1997 : Murder One : Miles Bewkus (Victor Bevine)
- 1996-1997 : Burning Zone : Menace imminente : Dr Daniel Cassian (Michael Harris)
- 1996-1998 : Affaires non classées : Trevor Stewart (William Armstrong)
- 1996-1998 : Amour, Gloire et Beauté : Grant Chambers (Charles Grant)
- 1997 : Oz : Scott Ross (Stephen Gevedon)
- 1998-2000 : Ally McBeal : Joe Bepp (Marty Rackham), Johnson Biblico (David Dukes), M. Volpe (Michael Gross) et Harvey Shiplett (Jim Jansen)
- 1999 : X-Files : Aux frontières du réel : le directeur des pompes funèbres (William Forward)
- 1999-2001 : Inspecteur Barnaby : John Merrill et Gregory Chambers (Nicholas Farrell et Philip Bowen)
- 2000 : Will et Grace : Craig Fissay (Jeff Blumenkrantz)
- 2000 : Sabrina, l'apprentie sorcière : le justicier de paix (Joseph G. Medalis)
- 2000 : La Guerre des Stevens : M. Walsh (Murphy Dunne)
- 2000-2004 : Les Soprano : Jack Massarone (3 épisodes)
- 2000-2006 : Siska : Dr Schellenberg (Frank Röth)
- 2002-2005 : Charmed : Avatar Alpha (Joel Swetow)
- 2003 : Nip/Tuck : Jim O'Hara (Rick Kelly)
- 2003-2004 : C'est moi qu'elle aime : Ed (Jack Kehler)
- 2003-2012 : New York, unité spéciale : le juge Walter Bradley (Peter McRobbie) (12 épisodes)
- 2004 : Six Feet Under : Thomas Sheedy (Rick Overton)
- 2004 : Murder City : Dylan Forbes (Stephen Walters)
- 2004 : Rubí : ? ( ? )
- 2007-2008 : The Big Bang Theory : Dr Eric Gablehauser (Mark Harelik)
- 2010 : Three Rivers : le pasteur Miller (Charles David Richards)
- 2011 : Criminal Minds: Suspect Behavior : le révérend Sands (Ron Perkins)

#### Séries d'animation
- 1971-1972 : Spectreman : Arthur
- 1981 : Babar, le petit éléphant : Babar
- 1982 : Babar va en Amérique : Babar
- 1982 : Gigi : un cosmonaute
- 1982 : L'Empire des Cinq : Antoine
- 1982 : Rody le petit Cid : le prince
- 1984 : Les Survivants de l'ombre : Stefan
- 1985 : Clémentine : Jean Mermoz / Howard Hughes / Charles Lindbergh / Le Chapendaz / M. Pluche[4] (9 épisodes)
- 1985 : Princesse Sarah : M. Carmichael
- 1996 : Le Secret du Twilight Gemini : l'homme masqué
- 2007 : Power Rangers : Opération Overdrive : Spencer

### Direction artistique
Cinéma
- 2006 : Rien que des fantômes
- 2008 : Polska Love Serenade
- 2008 : Loin de la terre brûlée
- 2009 : The Damned United
- 2010 : Bloodworth
- 2011 : Glee, le concert 3D

Télévision
- 2003-2007 : The Simple Life
- 2007-2013 : The Killing
- 2007 : La Voleuse de Noël
- 2008 : My Magic
- 2008 : A Christmas Proposal
- 2009 : 66/67
- 2009 : 13 Semester
- 2011-2013 : The Glee Project